# Biomimetik
Biomimetik, som herhjemme og i mange andre lande også kendes under det kortere og mere mundrette udtryk bionik, er et relativt nyt videnskabelig felt, der forsøger at fremkomme med forbedret teknologi ved at hente inspiration i naturen og samtidigt forøge vores viden om denne. Udtrykket biomimetik blev benyttet første gang på en konference i 1969.
Den grundlæggende idé bag er, at naturen, med dens mange millioner års udviklingshistorie, rummer et uanet potentiale for teknologisk innovation. Det vil derfor i mange tilfælde være givtigt at identificere processer og mekanismer i naturen, og forsøge at overføre dem til vores egen teknologi.
Biomimetik er ikke en emne-disciplin i traditionel forstand, men foregår ofte i store interdisciplinære forskningsgrupper, hvor først og fremmest biologer og ingeniører samarbejder, men oftest også med hjælp fra kemikere, fysikere, matematikere og dataloger. Biomimetik kan også opfattes som en metode til at omsætte viden om naturen til brugbare produkter. Der er derfor ikke nødvendigvis tale om at fremskaffe ny biologisk viden. På mange projekter arbejder ingeniører uden biologers direkte hjælp og læser så i stedet artikler fra biologiske tidsskrifter for derigennem at finde inspirationskilder. Erfaringen viser dog at et direkte samarbejde oftest er at foretrække, fordi biologernes bredere viden om organismen eller processen, ofte gør det lettere for ingeniøren at identificere de områder, der er værd at efterligne.
Men det er langtfra kun ingeniører, der kan drage nytte af biomimetik. Biomimetisk forskning favner meget bredt, faktisk udvider feltet sig konstant i takt med, at andre tværfaglige discipliner erkender at de løsninger, som de vil producere ofte allerede findes i naturen. Det gælder for både bioteknologi, medicinsk forskning og nanoteknologi. 
Princippet bag biomimetik er langt ældre end det formelle navn. Naturen har til alle tider inspireret mennesket. Der er ikke noget overraskende i at naturen designer løsninger, som også mennesket kan have gavn af. Livet i naturen er underlagt de samme fysiske kræfter som menneskeskabte konstruktioner. Og hvad enten det er mennesket eller naturen, der skal konstruere, er processen altid begrænset af et ressourcebudget. I naturen energi. I samfundet penge. Naturen har haft mere tid til rådighed, men naturens måde at designe på er som bekendt langsommelig og begrænset af at kun organiske materialer og moderate temperaturer kan benyttes.
Biomimetik er en disciplin i massiv fremgang både blandt universitetsforskere og blandt forskere og ingeniører i det private erhvervsliv. Men endnu er det en forholdsvis ung disciplin og der stadigvæk kun få rigtige solstrålehistorier omend det forhåbentlig ændrer sig i de næste årtier. De to største og mest kendte kommercielle produkter udviklet ved brug af den biomimetiske metoder stammer faktisk begge to fra tiden før biomimetik blev formuleret som et specifikt forskningsfelt.
I slutningen af 1940'erne gik den schweiziske ingeniør George de Mestral tur med sin hund. Da han kom hjem, bemærkede han små grønne frø, der hæftede på hundens pels og hans bukseben. I stedet for at irritere sig over arbejdet med at fjerne de genstridige frø, lod han sin nysgerrighed råde. Under mikroskop observerede Mestral, at frøene – fra planten filtet burre – havde utallige små kroge. I naturen sikrer krogene en effektiv spredning af frøene, men de Mestral indså, at selve hæftemekanismen kunne bruges i en anden sammenhæng. Efter en række designforsøg patenterede han i 1955 Velcro.
Wilhelm Barthlott opdagede Lotus-effekten ved et tilfælde i slutningen af 90’erne. Under en systematisk undersøgelse af mere end 10.000 bladoverflader gennem en 20-årig periode havde han efterhånden bemærket, at visse blade holdt sig mere rene end andre. SEM(Scanning Elektron Mikroskopi)-undersøgelserne gav svaret på gåden. De blade der bedre holdt sig rene viste sig at have en mere ru overflade med mikroskopiske pigge. Den specielle struktur gør, at vand har svært ved at binde sig til overfladen, og i stedet samler sig i dråber, der lettere løber af bladet. Undervejs renser de så bladoverfladen for støv og andre små partikler. Selv-rensende overflader og maling som benytter sig af Lotus-effekten er nu i handlen.